# Deutsche Floorball-Kleinfeldmeisterschaft 2012 (Frauen)
Die Endrunde der deutschen Floorball-Kleinfeldmeisterschaft der Frauen 2012 wurde am 26. und 27. Mai 2012 in Heidenau in Sachsen ausgespielt. Acht Mannschaften hatten sich zuvor für die Finalrunde qualifiziert und spielten in der Sporthalle des Pestalozzi-Gymnasiums in zunächst zwei Vorrundengruppen um den Einzug in das Halbfinale. In einer Neuauflage des Finales des Vorjahres gewann der UHC Sparkasse Weißenfels mit 13:2 gegen den MFBC Wikinger Grimma. Rang drei belegten am Ende die Gastgeberinnen vom SSV Heidenau.

## Vorrunde

### Gruppe A
| Verein               | Sp | S | U | N | +  | -  | Pkt |
| -------------------- | -- | - | - | - | -- | -- | --- |
| MFBC Wikinger Grimma | 3  | 2 | 1 | 0 | 22 | 12 | 7   |
| SSV Heidenau         | 3  | 2 | 1 | 0 | 21 | 13 | 7   |
| ETV Hamburg          | 3  | 0 | 1 | 2 | 17 | 24 | 1   |
| BW Aasee             | 3  | 0 | 1 | 2 | 12 | 23 | 1   |

| SSV Heidenau | 6 | – | 6 | MFBC Wikinger Grimma | 26. Mai 2012 | 9:00 Uhr |

| ETV Hamburg | 8 | – | 8 | BW Aasee | 26. Mai 2012 | 11:00 Uhr |

| SSV Heidenau | 6 | – | 5 | ETV Hamburg | 26. Mai 2012 | 13:00 Uhr |

| MFBC Wikinger Grimma | 6 | – | 2 | BW Aasee | 26. Mai 2012 | 15:00 Uhr |

| MFBC Wikinger Grimma | 10 | – | 4 | ETV Hamburg | 26. Mai 2012 | 17:00 Uhr |

| BW Aasee | 2 | – | 9 | SSV Heidenau | 26. Mai 2012 | 19:00 Uhr |

### Gruppe B
| Verein                   | Sp | S | U | N | +  | -  | Pkt |
| ------------------------ | -- | - | - | - | -- | -- | --- |
| UHC Sparkasse Weißenfels | 3  | 3 | 0 | 0 | 49 | 12 | 9   |
| Kieler Floorball Klub    | 3  | 2 | 0 | 1 | 23 | 31 | 6   |
| TV Eiche Horn            | 3  | 1 | 0 | 2 | 12 | 25 | 3   |
| SG Berlin                | 3  | 0 | 0 | 3 | 17 | 33 | 0   |

| UHC Sparkasse Weißenfels | 17 | – | 4 | SG Berlin | 26. Mai 2012 | 10:00 Uhr |

| TV Eiche Horn | 3 | – | 8 | Kieler Floorball lub | 26. Mai 2012 | 12:00 Uhr |

| UHC Sparkasse Weißenfels | 12 | – | 3 | TV Eiche Horn | 26. Mai 2012 | 14:00 Uhr |

| SG Berlin | 8 | – | 10 | Kieler Floorball Klub | 26. Mai 2012 | 16:00 Uhr |

| SG Berlin | 5 | – | 6 | TV Eiche Horn | 26. Mai 2012 | 18:00 Uhr |

| Kieler Floorball KLub | 5 | – | 20 | UHC Sparkasse Weißenfels | 26. Mai 2012 | 20:00 Uhr |

## Platzierungsspiele Plätze 5–8

### Spiel um Platz 7
| BW Aasee | 6 | – | 3 | SG Berlin |  |  |

### Spiel um Platz 5
| ETV Hamburg | 6 | – | 3 | TV Eiche Horn |  |  |

## Finalrunde

### Halbfinale
| MFBC Wikinger Grimma | 6 | – | 5 | Kieler Floorball Klub |  |  |

| SSV Heidenau | 2 | – | 7 | UHC Sparkasse Weißenfels |  |  |

### Kleines Finale
| Kieler Floorball Klub | 3 | – | 11 | SSV Heidenau |  |  |

### Finale
| MFBC Wikinger Grimma | 2 | – | 13 | UHC Sparkasse Weißenfels |  |  |

## Endplatzierungen
| Kleinfeldmeisterschaft 2012 (Frauen) | Kleinfeldmeisterschaft 2012 (Frauen) |
| ------------------------------------ | ------------------------------------ |
| Platz 1                              | UHC Sparkasse Weißenfels             |
| Platz 2                              | MFBC Wikinger Grimma                 |
| Platz 3                              | SSV Heidenau                         |
| Platz 4                              | Kieler Floorball Klub                |
| Platz 5                              | ETV Hamburg                          |
| Platz 6                              | TV Eiche Horn                        |
| Platz 7                              | SG Berlin                            |
| Platz 8                              | BW Aasee                             |

## Scorerwertung
1. Pauline Baumgarten (Weißenfels) – 5 Spiele / 25 Punkte (16 Tore + 9 Vorlagen)
2. Magdalena Tauchlitz (Weißenfels) – 5 Spiele / 24 Punkte (14 Tore + 10 Vorlagen)
3. Anne-Marie Mietz (Grimma) – 5 Spiele / 23 Punkte (17 Tore + 6 Vorlagen)
4. Laura Hönicke (Weißenfels) – 5 Spiele / 22 Punkte (12 Tore + 10 Vorlagen)
5. Laura Neumann (Weißenfels) – 4 Spiele / 18 Punkte (8 Tore + 10 Vorlagen)